# Union Station (métro de Los Angeles)
Pour les articles homonymes, voir Union Station.
Union Station est une station du métro de Los Angeles située dans la gare du même nom au centre-ville de Los Angeles et desservie par les rames des lignes A, B et D.

## Localisation
La station du métro de Los Angeles, Union Station est située au croisement des lignes A, B et D. Les voies des lignes B et D sont souterraines alors que celles de la ligne A sont extérieures.
La station est située au nord-est du centre-ville de Los Angeles dans le quadrilatère formé par Alameda Street à l'ouest, Cesar Chavez Avenue au nord, Vignes Street à l'est et la U.S. Route 101 au sud.

## Histoire
La station de métro est d'abord mise en service le 30 janvier 1993 pour l'ouverture des lignes B et D, puis elle est agrandie en 2003, lors de l'ouverture de la ligne L.

## Service

### Accueil

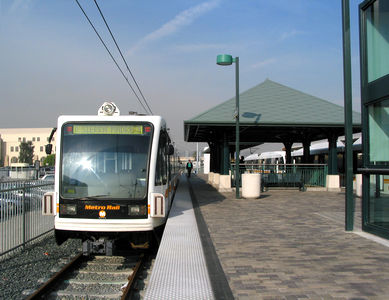
Train de la ligne L à Union Station.
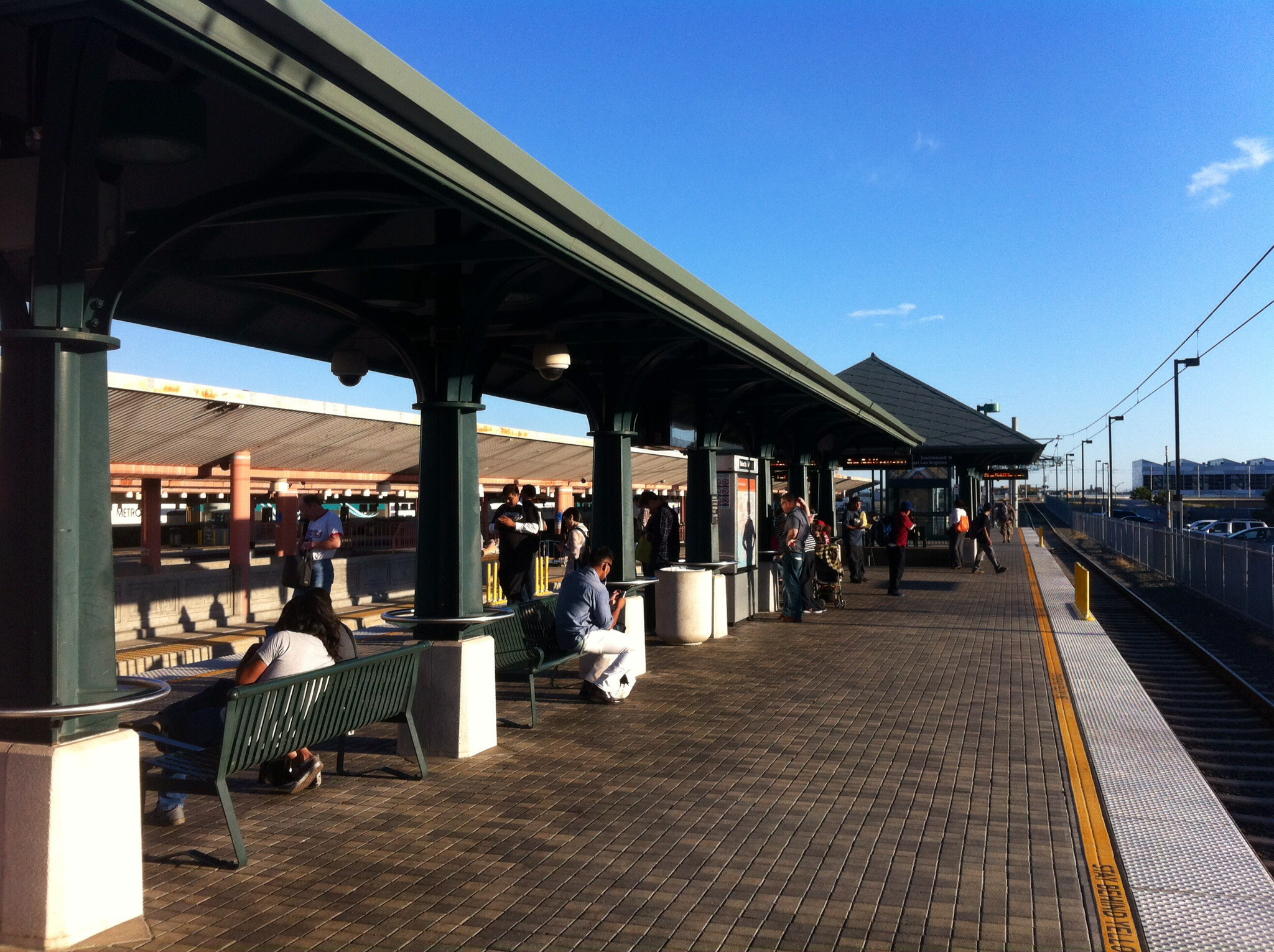
Plateforme de la ligne L.
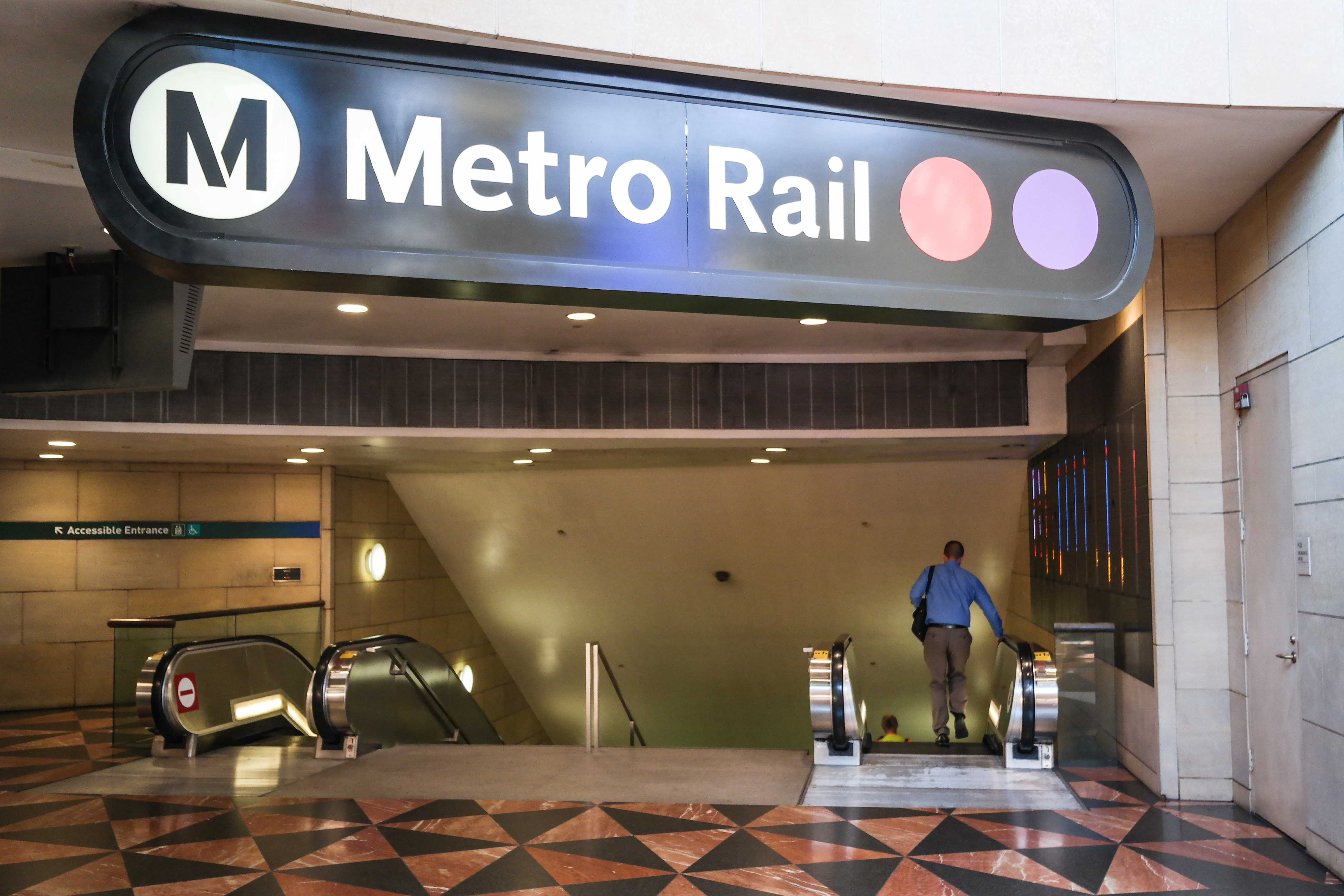
Accès aux lignes B et D.

### Desserte
Union Station est desservie par les rames des lignes B, D et L du métro.

### Intermodalité
En surface, la station est desservie par la ligne J (en) du réseau de bus à haut niveau de service.
Elle est également desservie par plusieurs autres lignes d'autobus, notamment les lignes locales 40, 68, 70, 71, 76, 78, 79, 378, 442, 487, 489, 704, 728, 733, 745 et 770 de Metro, les lignes 493, 497, 498, 499 et 699 Foothill Transit (en), les lignes 431 et 534 de LADOT Commuter Express (en) et la ligne 4 de Torrance Transit (en).
Le service de navettes FlyAway (en) permet également une liaison directe avec l'aéroport international de Los Angeles.
La station de métro est adjacente à la gare ferroviaire du même nom, il est donc également possible de correspondre avec les trains de banlieue de Metrolink qui desservent le sud de la Californie et ou les trains d'Amtrak qui permettent des liaisons vers plusieurs villes aux États-Unis.

## Architecture et œuvres d'art
La station abrite différentes installations artistiques réparties sur plusieurs endroits. L'artiste Roy Nicholson a ainsi par exemple créé un mur de mosaïques dénommé Solar Shift: San Bernardino and Santa Monica.